# John Sherman (grimpeur)
Pour les articles homonymes, voir John Sherman.
John Sherman, surnommé Vermin (« vermine » en anglais), né en 1959, est un auteur, photographe et grimpeur américain. Il est notamment connu en escalade comme l'un des pionniers de l'escalade de bloc et le créateur de l'échelle de cotation Vermin.
Sherman était un pratiquant assez connu dans le milieu de l'escalade durant les années 1980 et 1990, avec une pratique moderne inspirée par John Gill. Il est l'un des premiers explorateurs du site de bloc Hueco Tanks (Texas) et réalisa plus de 400 ouvertures dans les années 1980 et 1990.